# Tir à l'arc aux Jeux olympiques d'été de 2000
Navigation
Atlanta 1996 Athènes 2004
Quatre épreuves de Tir à l'arc sont au programme des Jeux olympiques d'été de 2000 à Sydney.

## Épreuves
Hommes : individuel | par équipes

Femmes : individuel | par équipes

## Hommes

### Épreuve individuelle hommes

#### Podium
| Médaille | Joueurs           | Pays       |
| -------- | ----------------- | ---------- |
| or       | Simon Fairweather | Australie  |
| argent   | Victor Wunderle   | États-Unis |
| bronze   | Wietse van Alten  | Pays-Bas   |

#### Trente-deuxièmes de finale (18 septembre)
- Jang Yong-ho  Corée du Sud - Kuresa Tupua  Samoa américaines (172-98)
- Hasan Orbay  Turquie - Juan Carlos Manjarrez   Mexique (165-153)
- Balzhinima Tsyrempilov  Russie - Peter Ebden  Nouvelle-Zélande (168-147)
- Bartosz Mikos  Pologne - Fu Shengjun  Chine (157-155)
- Simon Fairweather  Australie - Juan Carlos Stevens  Cuba (170-161)
- Jocelyn de Grandis  France - Iouri Leontiev  Russie (171-163)
- Ismely Arias  Cuba - Igor Parkhomenko  Ukraine (164-160)
- Simon Needham  Royaume-Uni - Ken Uprichard  Nouvelle-Zélande (160-155)
- Stanislov Zabrodskiy  Kazakhstan - Essam Sayed   Égypte (166-149)
- Niklas Eriksson  Suède - Rob Rusnov,  Canada (161-155)
- Grzegorz Targonski  Pologne - Takayoshi Matsushita  Japon (166-164)
- Wietse van Alten  Pays-Bas - Miika Aulio  Finlande (161-155)
- Rodney White  États-Unis - Francois Latil  Vanuatu  (158-145)
- Fred van Zutphen  Pays-Bas - Jari Lipponen  Finlande (161-155)
- Baard Nesteng  Norvège - Henk Vogels  Pays-Bas (158-149)
- Sébastien Flute  France - Serdar Satir  Turquie (160-156)
- Kim Chung-tae  Corée du Sud - Yehya Bundhun  Maurice (169-141)
- Ilario Di Buò  Italie - Yuji Hamano  Japon (163-158)
- Michele Frangilli  Italie - Lars Erik Humlekjaer  Norvège (168-158)
- Scott Hunter-Russell  Australie - Ozdemir Akbal  Turquie (154-146)
- Magnus Petersson  Suède - Nuno Pombo  Portugal (165-146)
- Tang Hua  Chine - Matthew Gray  Australie (163-161)
- Yang Bo  Chine - Viktor Kurchenko  Ukraine (164-155)
- Christian Stubbe  Allemagne - Lionel Torres  France (163-161)
- Vic Wunderle  États-Unis - Cristobal Antonio Merlos, El Salvador (160-150)
- Serhiy Antonov  Ukraine - Bair Badenov  Russie (164-153)
- Vadim Shikarev  Kazakhstan - Mattias Eriksson  Suède (158-156)
- Nico Hendrickx  Biélorussie - Jubzang, Bhutan (162-156)
- Oh Kyo-moon  Corée du Sud - Dominic John Rebelo   Maurice  (168-132)
- Butch Johnson  États-Unis - Peter Koprivnikar  Slovénie  (164-151)
- Matteo Bisiani  Italie - Martinus Grov  Norvège (166-158)
- Masafumi Makiyama  Japon - Alexandr Li  Kazakhstan (151-150)

#### Seizièmes de finale
- Jang Yong-ho  Corée du Sud def. Hasan Orbay  Turquie (169-160)
- Balzhinima Tsyrempilov  Russie def. Bartosz Mikos  Pologne (163-154)
- Simon Fairweather  Australie def. Jocelyn de Grandis  France (161-150)
- Ismely Arias  Cuba def. Simon Needham  Royaume-Uni (164-164, 9-8)
- Stanislov Zabrodskiy  Kazakhstan def. Niklas Eriksson  Suède (163-146)
- Wietse van Alten  Pays-Bas def. Grzegorz Targonski  Pologne (160-157)
- Fred van Zutphen  Pays-Bas def. Rodney White  États-Unis (153-152)
- Sebastian Flute  France def. Baard Nesteng  Norvège (160-148)
- Kim Chung-tae  Corée du Sud def. Ilario di Buo  Italie (162-159)
- Michele Frangilli  Italie def. Scott Hunter-Russell  Australie (164-154)
- Magnus Petersson  Suède def. Tang Hua  Chine (157-148)
- Yang Bo  Chine def. Christian Stubbe  Allemagne (159-152)
- Vic Wunderle  États-Unis def. Serhiy Antonov  Ukraine (152-151)
- Vadim Shikarev  Kazakhstan def. Nico Hendrickx  Biélorussie (154-151)
- Oh Kyo-moon  Corée du Sud def. Butch Johnson  États-Unis (166-160)
- Masafumi Makiyama  Japon def. Matteo Bisiani  Italie (162-159)

#### Huitièmes de finale
- Balzhinima Tsyrempilov  Russie - Jang Yong-ho  Corée du Sud (167-164)
- Simon Fairweather  Australie - Ismely Arias  Cuba (167-163)
- Wietse van Alten  Pays-Bas - Stanislov Zabrodskiy  Kazakhstan (166-164)
- Sebastian Flute  France - Fred van Zutphen  Pays-Bas (166-159)
- Kim Chung-tae  Corée du Sud - Michele Frangilli  Italie (169-166)
- Magnus Petersson  Suède - Yang Bo  Chine (167-164)
- Vic Wunderle  États-Unis - Vadim Shikarev  Kazakhstan (171-166)
- Oh Kyo-moon  Corée du Sud - Masafumi Makiyama  Japon (166-160)

#### Quarts de finale
- Simon Fairweather  Australie - Balzhinima Tsyrempilov  Russie (113-104)
- Wietse van Alten  Pays-Bas - Sebastian Flute  France (106-102)
- Magnus Petersson  Suède - Kim Chung-tae  Corée du Sud (112-111)
- Vic Wunderle  États-Unis - Oh Kyo-moon  Corée du Sud (108-105)

#### Demi-finales
- Simon Fairweather  Australie - Wietse van Alten  Pays-Bas (112-110)
- Vic Wunderle  États-Unis - Magnus Petersson  Suède (108-107)

#### Match pour la3eplace
- Wietse van Alten  Pays-Bas - Magnus Petersson  Suède (114-109)

#### Finale
- Simon Fairweather  Australie - Victor Wunderle  États-Unis (113-106)

### Épreuve par équipes hommes

#### Podium
| Médaille | Joueurs                                          | Pays         |
| -------- | ------------------------------------------------ | ------------ |
| or       | Jang Yong-Ho, Kim Chung-Tae, Oh Kyo-Moon         | Corée du Sud |
| argent   | Matteo Bisiani, Ilario Di Buò, Michele Frangilli | Italie       |
| bronze   | Butch Johnson, Rod White, Victor Wunderle        | États-Unis   |

#### Huitièmes de finale
- Corée du Sud
- Ukraine -  Chine (244-235)
- Russie -  Pays-Bas (248-241)
- Turquie -  Japon (253-231)
- Kazakhstan -  Norvège (246-241)
- Italie -  France (250-239)
- Suède -  Australie (241-238)
- États-Unis

#### Quarts de finale
- Corée du Sud -  Ukraine (258-236)
- Russie -  Turquie (247-245)
- Italie -  Kazakhstan (249-244)
- États-Unis -  Suède (255-244)

#### Demi-finales
- Corée du Sud -  Russie (240-229)
- Italie -  États-Unis (244-241)

#### Match pour la3eplace
- États-Unis -  Russie (239-239, 29-26)

#### Finale
- Corée du Sud -  Italie (255-247)

## Femmes

### Épreuve individuelle femmes

#### Podium
| Médaille | Joueurs       | Pays         |
| -------- | ------------- | ------------ |
| or       | Yun Mi-Jin    | Corée du Sud |
| argent   | Kim Nam-Soon  | Corée du Sud |
| bronze   | Kim Soo-Nyung | Corée du Sud |

#### Trente-deuxièmes de finale
- Kim Soo-Nyung  Corée du Sud - Margaret Tumusiime  Ouganda (164-124)
- Melissa Jennison  Australie - Khatuna Lorig  Géorgie (160-151)
- Kirstin Jean Lewis  Afrique du Sud - Natalia Nasaridze  Turquie (154-153)
- Michelle Tremelling  Australie - Janet Dykman  États-Unis (154-146)
- Liu Pi-Yu  Taipei chinois - Katja Poulsen  Danemark (161-152)
- Yang Bo  Chine - Mayumi Asano  Japon (156-154)
- Joanna Nowicka  Pologne - Olga Moroz  Biélorussie (152-139)
- Petra Ericsson  Suède - Edisbel Martinez  Cuba (154-146)
- Olena Sadovnycha  Ukraine - Agata Bulwa  Pologne (163-155)
- Anna Lecka  Pologne - Yelena Plotnikova  Kazakhstan (163-149)
- Natalia Bolotova  Russie - Evangelina Psarra  Grèce (161-154)
- Lin Yi-Yin  Taipei chinois - Asmat Diasamidze  Géorgie (158-140)
- Yun Mi Jin  Corée du Sud - Erika Reyes, Mexico (168-157)
- Anna Karaseva  Biélorussie - Almudena Gallardo  Espagne (163-162)
- Alison Williamson  Royaume-Uni - Kristina Nordlander  Suède (156-145)
- Elif Altankaynak  Turquie - Jennifer Chan  Philippines (160-143)
- Kim Nam-Soon  Corée du Sud - Thi Thi Win  Ouganda (167-134)
- Wen Chia-Ling  Taipei chinois - Sylvie Pissis  France (151-149)
- Cornelia Pfohl  Allemagne - Vladlena Priestman  Royaume-Uni (159-155)
- He Ying  Chine - Wenche-Lin Hess  Norvège (160-145)
- Sayoko Kawauchi  Japon - Denisse van Lamoen  Chili (151-146)
- Kate Fairweather  Australie - Khatuna Phutkaradze  Géorgie (166-158)
- Karen Scavotto  États-Unis - Denise Parker  États-Unis (162-152)
- Yaremis Perez  Cuba - Yu Hui  Chine (159-155)
- Choe Ok-Sil  Corée du Nord - Katri Suutari  Finlande (161-149)
- Nataliya Burdeyna  Ukraine - Zekiye Satir  Turquie (166-157)
- Barbara Mensing  Allemagne - Alexandra Fouace  France (157-149)
- Kateryna Serdyuk  Ukraine - Irene Franchini  Italie (157-144)
- Natalia Valeeva  Italie - Henriette Youanga  République centrafricaine (166-126)
- Karin Larsson  Suède - Sandra Sachse  Allemagne (147-146)
- Cristina Ioriatti  Italie - Jill Borresen  Afrique du Sud (154-145)
- Hamdiah  Indonésie - Tshering Chhoden,  Bhoutan (165-153)

#### Seizièmes de finale
- Kim Soo-Nyung  Corée du Sud - Melissa Jennison  Australie (164-159)
- Michelle Tremelling  Australie - Kirstin Jean Lewis  Afrique du Sud (162-147)
- Yang Bo  Chine - Liu Pi-Yu  Taipei chinois (160-157)
- Joanna Nowicka  Pologne - Petra Ericsson  Suède (162-152)
- Anna Lecka  Pologne - Olena Sadovnycha  Ukraine (159-158)
- Natalia Bolotova  Russie - Lin Yi-Yin  Taipei chinois (158-157)
- Yun Mi Jin  Corée du Sud - Anna Karaseva  Biélorussie (162-152)
- Alison Williamson  Royaume-Uni - Elif Altankaynak  Turquie (157-154)
- Kim Nam-Soon  Corée du Sud - Wen Chia-Ling  Taipei chinois (162-158)
- He Ying  Chine - Cornelia Pfohl  Allemagne (163-157)
- Sayoko Kawauchi  Japon - Kate Fairweather  Australie (160-158)
- Karen Scavotto  États-Unis - Yaremis Perez  Cuba (158-155)
- Choe Ok-Sil  Corée du Nord - Nataliya Burdeyna  Ukraine (162-160)
- Kateryna Serdyuk  Ukraine - Barbara Mensing  Allemagne (161-153)
- Natalia Valeeva  Italie - Karin Larsson  Suède (162-160)
- Cristina Ioriatti  Italie - Hamdiah  Indonésie (156-156, 7-6)

#### Huitièmes de finale
- Kim Soo-Nyung  Corée du Sud - Michelle Tremelling  Australie (168-158)
- Joanna Nowicka  Pologne - Yang Bo  Chine (162-158)
- Natalia Bolotova  Russie - Anna Lecka  Pologne (161-157)
- Yun Mi Jin  Corée du Sud - Alison Williamson  Royaume-Uni (173-164)
- Kim Nam-Soon  Corée du Sud - He Ying  Chine (165-162)
- Sayoko Kawauchi  Japon - Karen Scavotto  États-Unis (159-157)
- Choe Ok-Sil  Corée du Nord - Kateryna Serdyuk  Ukraine (160-153)
- Natalia Valeeva  Italie - Cristina Ioriatti  Italie (163-156)

#### Quarts de finale
- Kim Soo-Nyung  Corée du Sud - Joanna Nowicka  Pologne (106-100)
- Yun Mi Jin  Corée du Sud - Natalia Bolotova  Russie (110-105)
- Kim Nam-Soon  Corée du Sud - Sayoko Kawauchi  Japon (114-110)
- Choe Ok-Sil  Corée du Nord - Natalia Valeeva  Italie (107-103)

#### Demi-finales
- Yun Mi Jin  Corée du Sud - Kim Soo-Nyung  Corée du Sud (107-105)
- Kim Nam-Soon  Corée du Sud - Choe Ok-Sil  Corée du Nord (114-107)

#### Match pour la3eplace
- Kim Soo-Nyung  Corée du Sud - Choe Ok-Sil  Corée du Nord (103-101)

#### Finale
- Yun Mi Jin  Corée du Sud - Kim Nam-Soon  Corée du Sud (107-106)

### Épreuve par équipes femmes

#### Podium
| Médaille | Joueurs                                               | Pays         |
| -------- | ----------------------------------------------------- | ------------ |
| or       | Kim Nam-Soon, Kim Soo-Nyung, Yun Mi-Jin               | Corée du Sud |
| argent   | Nataliya Burdeyna, Olena Sadovnycha, Kateryna Serdyuk | Ukraine      |
| bronze   | Barbara Mensing, Cornelia Pfohl, Sandra Wagner-Sachse | Allemagne    |

#### Huitièmes de finale
- Corée du Sud
- États-Unis -  Suède (242-230)
- Allemagne -  Géorgie (231-216)
- Chine
- Taipei chinois
- Turquie -  Pologne (227-217)
- Italie -  Australie (237-236)
- Ukraine

#### Quarts de finale
- Corée du Sud -  États-Unis (252-240)
- Allemagne -  Chine (240-234)
- Turquie -  Taipei chinois (234-227)
- Ukraine -  Italie (237-230)

#### Demi-finales
- Corée du Sud -  Allemagne (251-238)
- Ukraine -  Turquie (240-233)

#### Match pour la3eplace
- Allemagne -  Turquie (240-234)

#### Finale
- Corée du Sud -   Ukraine (251-239)